# Oryzias celebensis
Oryzias celebensis är en fiskart som först beskrevs av Weber, 1894.  Oryzias celebensis ingår i släktet Oryzias och familjen Adrianichthyidae. IUCN kategoriserar arten globalt som sårbar. Inga underarter finns listade i Catalogue of Life.